# Marek Števček
Marek Števček (* 20. února 1976 Bratislava) je slovenský právník a vysokoškolský učitel, od roku 2019 rektor Univerzity Komenského v Bratislavě.   

## Život
Po maturitní zkoušce studoval filozofii, historii a právo, načež úspěšně v roce 1999 absolvoval studium na Právnické fakultě Univerzity Komenského v Bratislavě a získal tak magisterský titul. Po studiu začal téhož roku na na své alma mater pracovat, a to konkrétně na Katedře občanského práva. V roce 2000 se stal doktorem práv, když absolvoval rigorózní zkoušku. V roce 2001 začal působit na Ústavu státu a práva Slovenské akademie věd, kde setrval do roku 2004. V roce 2002 začal působit také jako advokát. V roce 2006 získal doktorský titul a o dva roky později se stal soudcem okresního soudu v okresu Bratislava I. Jako soudce pracoval do května 2011. V roce 2012 se habilitoval na Panevropské vysoké škole a téhož roku začal působit jako generální ředitel Sekce civilního práva na slovenském ministerstvu spravedlnosti. V letech 2012 až 2015 byl předsedou Rekodifikačnej komisie pre nové civilné procesné právo a v roce 2015 se stal předsedou Komisie pre rekodifikáciu súkromného práva. V roce 2016 mu byla udělena Cena Karola Planka.
V roce 2017 jej slovenský prezident Andrej Kiska jmenoval profesorem a téhož roku v dubnu se stal prorektorem Univerzity Komenského pro legislativu; ve funkci setrval do ledna 2019. V únoru 2019 se stal rektorem této univerzity, když ve funkci nahradil Karola Mičietu a téhož roku se stal vedoucím Katedry občanského práva. V roce 2022 mu byl udělen titul doktor právních věd. Rektorem byl v roce 2022 zvolen i na další funkční období, které začalo v únoru 2023.
V květnu 2025 kritizoval zmocněnce vlády Roberta Fica pro vyšetřování pandemie covidu-19 Petera Kotlára kvůli údajnému zpochybňování vědecké práce "poctivých výzkumníků". O měsíc později se postavil proti plánu téže vlády zrušit pracovní volno během státního svátku 17. listopadu.